# Helpaltes ochotensis
La buscarla de Middendorff (Helpaltes ochotensis , antes llamada Locustella ochotensis), es una especie de ave paseriforme de la familia Locustellidae. El nombre común de la especie conmemora al naturalista ruso Alexander Theodor von Middendorff (1815–1894),  que viajó extensamente en Siberia.

## Distribución
Se distribuye a través de Brunéi, China, Hong Kong, Indonesia, Japón, Corea del Sur, Malasia, Filipinas, Rusia, Taiwán y Estados Unidos.